# Rue François-Ponsard
Pour les articles homonymes, voir Ponsard.
La rue François-Ponsard est une voie du 16e arrondissement de Paris, en France.

## Situation et accès

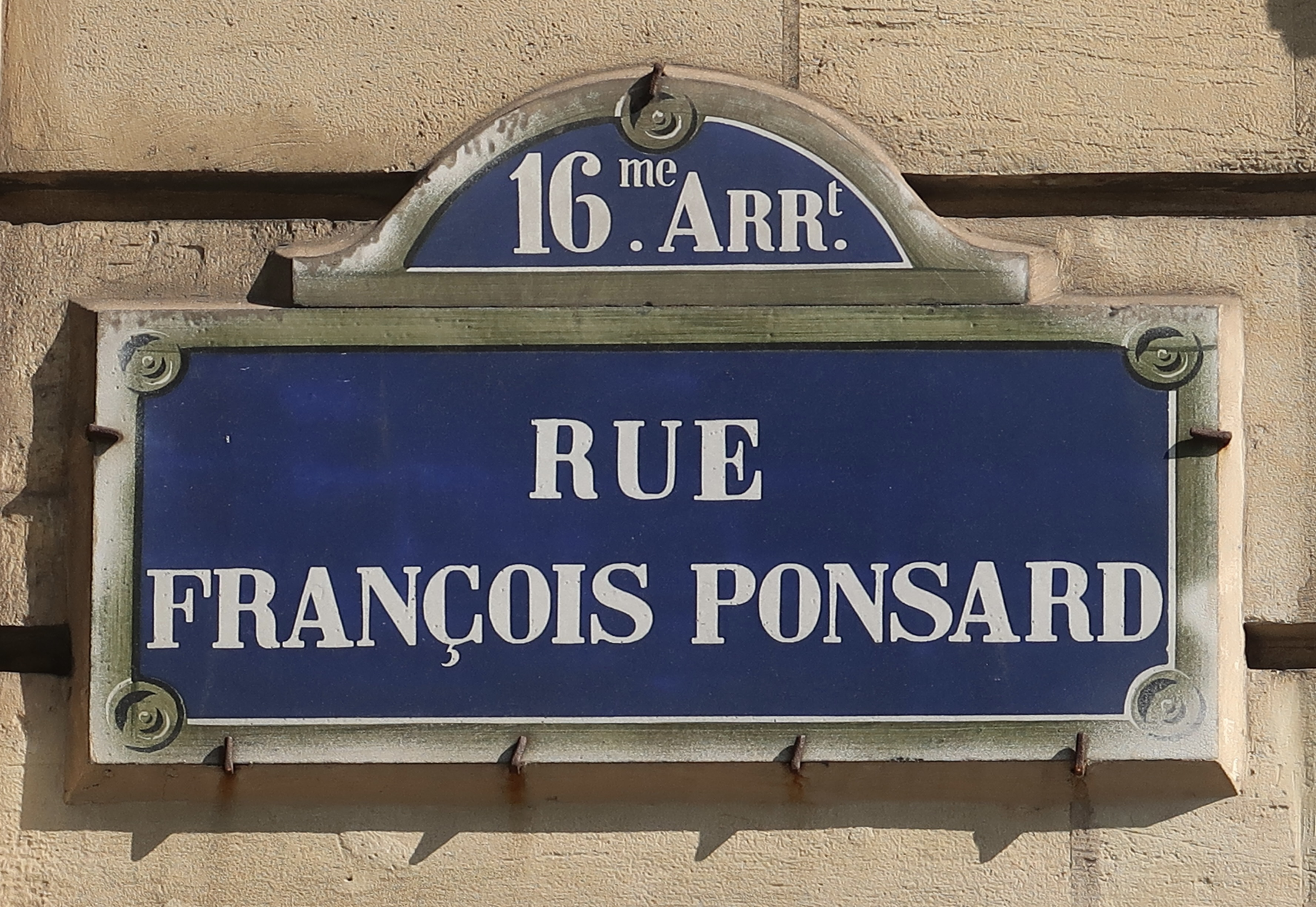
Plaque ancienne.

La rue François-Ponsard est une voie publique située dans le 16e arrondissement de Paris. Elle débute au 2, chaussée de la Muette et se termine au 5, rue Gustave-Nadaud.
Le quartier est desservi par la ligne 9 à la station La Muette ; la gare de Boulainvilliers de la ligne C se situe à proximité.

## Origine du nom

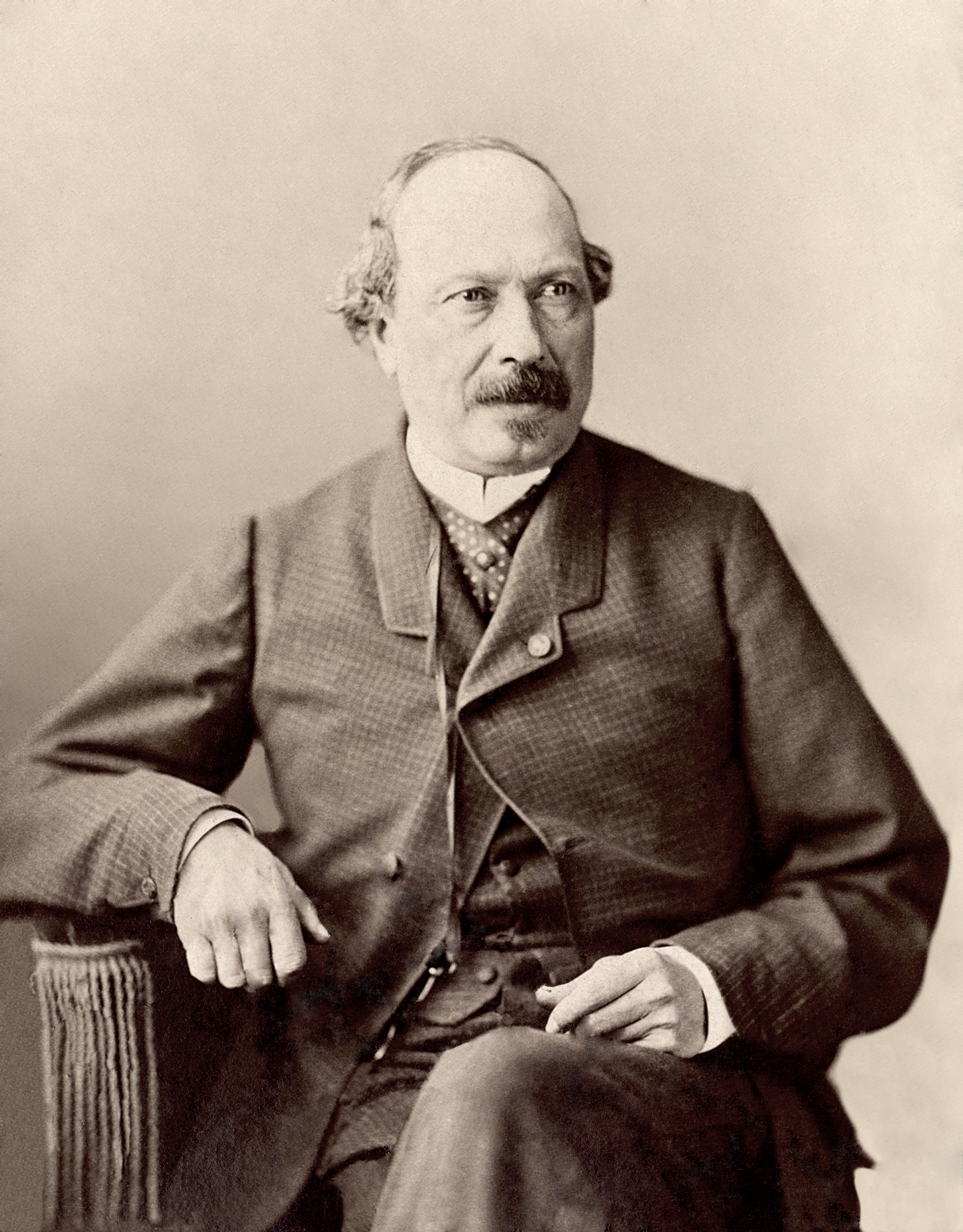
François Ponsard, par Nadar.

La rue a été nommée en l'honneur de François Ponsard (1814-1867), poète français.

## Historique
Cette voie est ouverte par la Compagnie des chemins de fer de l'Ouest sur les terrains expropriés pour la construction  en tranchée couverte de la liaison de la ligne de petite ceinture (embranchement de la ligne d'Auteuil au sud de la gare de l'avenue Henri Martin) à la gare du Champ de Mars pour la desserte de l'Exposition universelle de 1900.
La desserte fut supprimée en 1924. Depuis 1988, la ligne souterraine, abandonnée depuis 64 ans, est de nouveau utilisée par la branche nord-ouest du RER C.
La rue prend sa dénomination actuelle par un arrêté du 5 avril 1904.

## Bâtiments remarquables et lieux de mémoire
- No 11 (angle rue Gustave-Nadaud) : immeuble de sept étages conçu par l'architecte Louis Salvan, non daté, signé en façade.

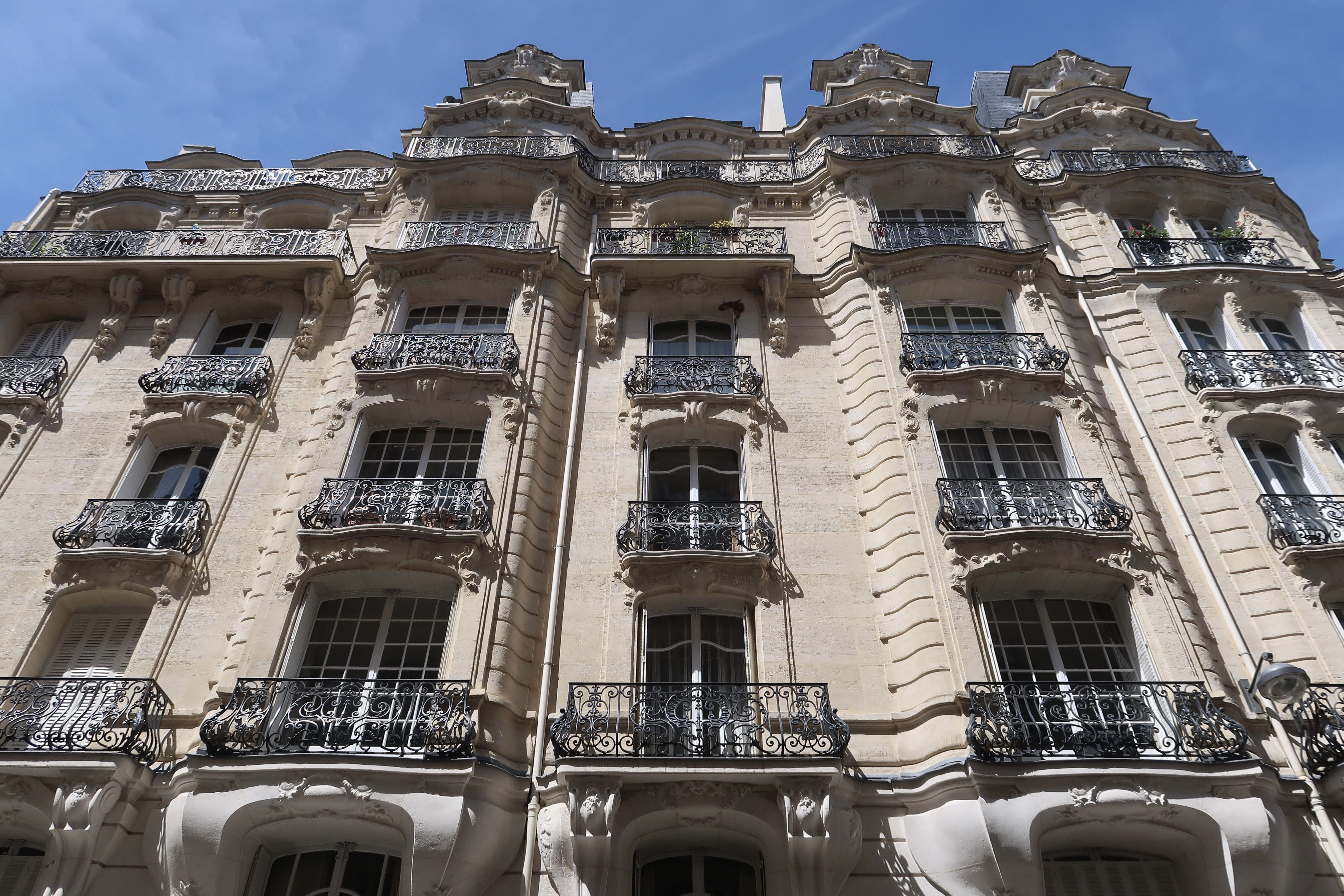
No 11.